# 施命大师
施命大师（隆波·达达奇沃）（皇家轉寫：Thattachiwo；1940年12月21日—)，是位泰国比丘，俗家名为帕蒂·彭萨哇，其前僧衔为帕腊·帕瓦纳湛（皇家轉寫：Phra Rat Phawanachan）。他曾任法身寺前副主持与法身基金会前副主席，并在1999至2006年和2011至2016间曾担任法身寺的临时住持。直至2016年12月，他仍被视为寺院“实际上的看管者”。在学生时代，他遇见了最终成为其终身导师的詹·孔诺雍八戒女和法胜大师。
施命大师于1971年剃度出家为比丘，很快就成为了家喻户晓的导师和演讲者。他在管理法身寺事宜上也担任了举足轻重的角色。2017年，当泰国军政府对法身寺实施封锁行动，法胜大师当时被指控收受非法所得，该控告曾广泛被认为是具政治目的。施命大师也因拒绝把法胜大师交给有关当局，而被泰国军政府控告。

## 生命初期
帕蒂·彭萨哇（未出家的施命大师）1940年出生于泰国北碧府, 其父母为京族泰国人。 他毕业于咖协萨大学的农业科学系并在澳洲念研究生。
帕蒂是位非常好奇的年轻人，自17岁起，他就把大部分的好奇心，都花在学习泰国巫术上。 在咖协萨大学念书时，他会经常在大庭广众下，向他的同窗展示自己所学习的巫术。在法身寺的传记中提到，每当他的一位学弟差雅朴·苏惕婆（尚未出家的法胜大师）在现场观看，帕蒂的巫术示范就不灵验了。帕蒂就好奇差雅朴是否拥有特异功能，便决定要带差雅朴去拜见自己的巫术老师，做个验证。但因为有差雅朴在场，就连他的巫术老师，也无法施展其巫术。所以帕蒂想跟差雅朴学习他的静坐法。他被差雅朴对静坐的诚意以及持守五戒的坚持所鼓舞。:83 这成为他人生的转捩点，从那刻起他一直都是差雅朴的弟子和助理，:41:33 两人之间也建立起一份坚固的友情。 帕蒂最终放弃了学习巫术，并透过差雅朴认识了詹八戒女。 他跟随詹八戒女学习静坐多年。 1971年，他剃度出家为比丘，成为后来大家所认识的“施命”大师，其法号意为“以生命奉献佛教”。  那时，差雅朴早已剃度出家为“法胜大师”了。 曾有位报社编辑如此描述过两位比丘，在60年代至70年代的泰国，一纸大学文凭就可以确保一个人在社会中获得大好前途，二人决意出家的举动，在当时无疑是鹤立鸡群的。

## 身为副住持

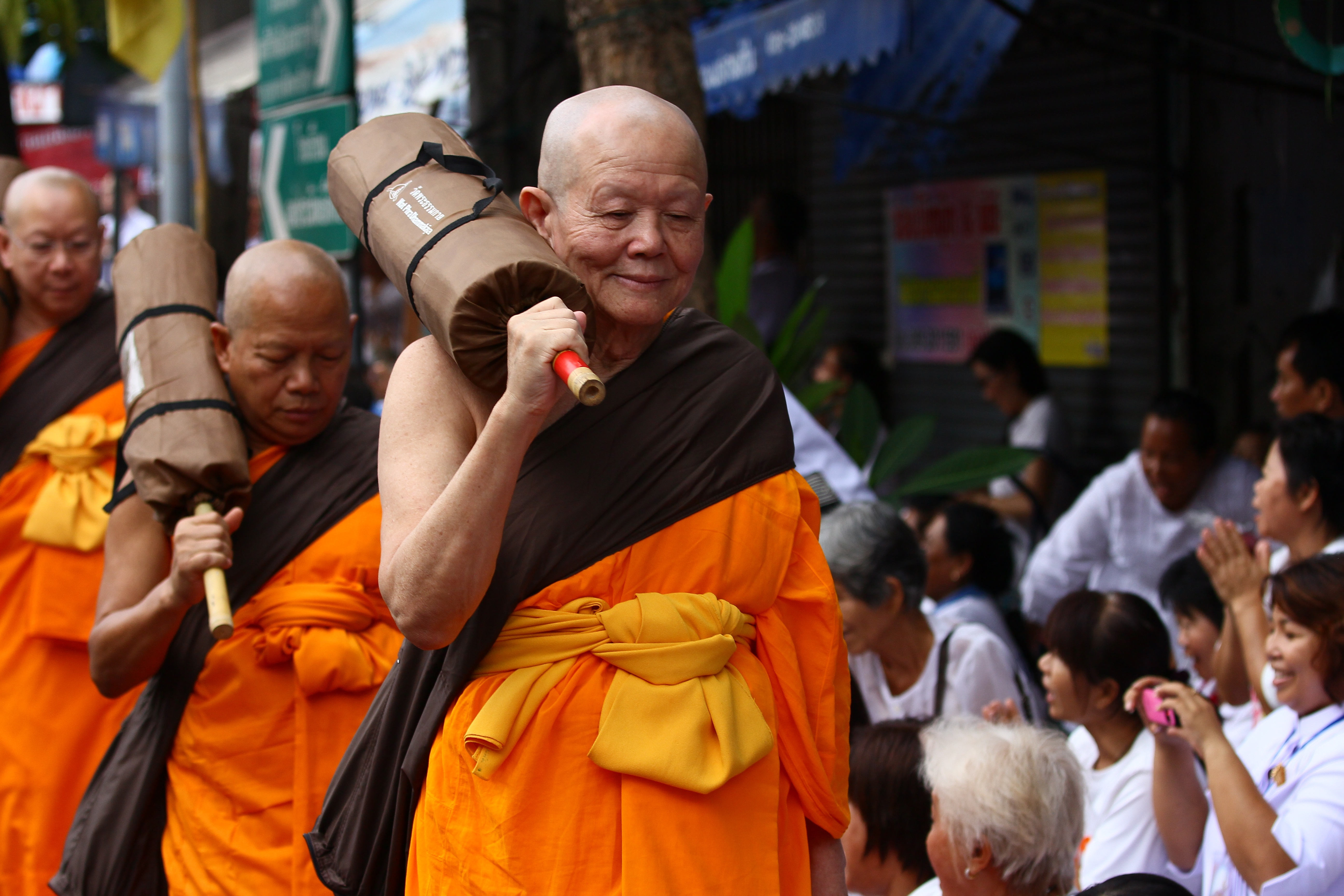
2010年初，施命大师在一项在城市里进行的朝圣头陀行队伍中步行着。

70年代至80年代，在建立法身寺期间，施命大师是负责建筑工程。他协助与居住在寺院周围的邻居们建立起友好关系，也负责接待到寺院里参访的参访者。 身为一位导师，施命大师经常在国际观众面前给予演说。例如， 2000年，在日内瓦身为联合国大会特别会议“世界社会发展高峰会”上，身为专题讨论小组成员，施命大师强调了心灵层面对社会发展和克服穷困的重要性。 一位高产作家，曾出版过多本泰文书籍，其中许多著作已被翻译成多国语言。在他的书中常提及许多当代的时弊。  其中一个众所周知的课题便是佛教经济学，在书中他提及了有关个人发展的品质，包括正念、朴素与知足。
在法身寺里，施命大师是第二权威人物，其位置仅次于法胜大师。其性格与组织方式在许多方面都对法胜大师起到了相辅相成的作用。:34 詹八戒女曾提到过，没有施命大师与法胜大师，法身寺的建立是不可能的。 施命大师负责许多有关寺院日常运作相关的诸多事务。:34 并以其不拘礼节的性格而闻名。 他也负责管理法身寺世界各地的国际中心分院。 他也担任泰国第八分区海外弘法组的副主席，以及美国加利福尼亚法身国际社团的主席。 并于1999至2006年和2011至2016年两段时间内，担任法身寺的临时住持。 虽然帕威帖耙瓦纳赞法师，于2016年12月被正式委任为临时住持。但施命大师仍被视为是法身寺实际上的管理者。

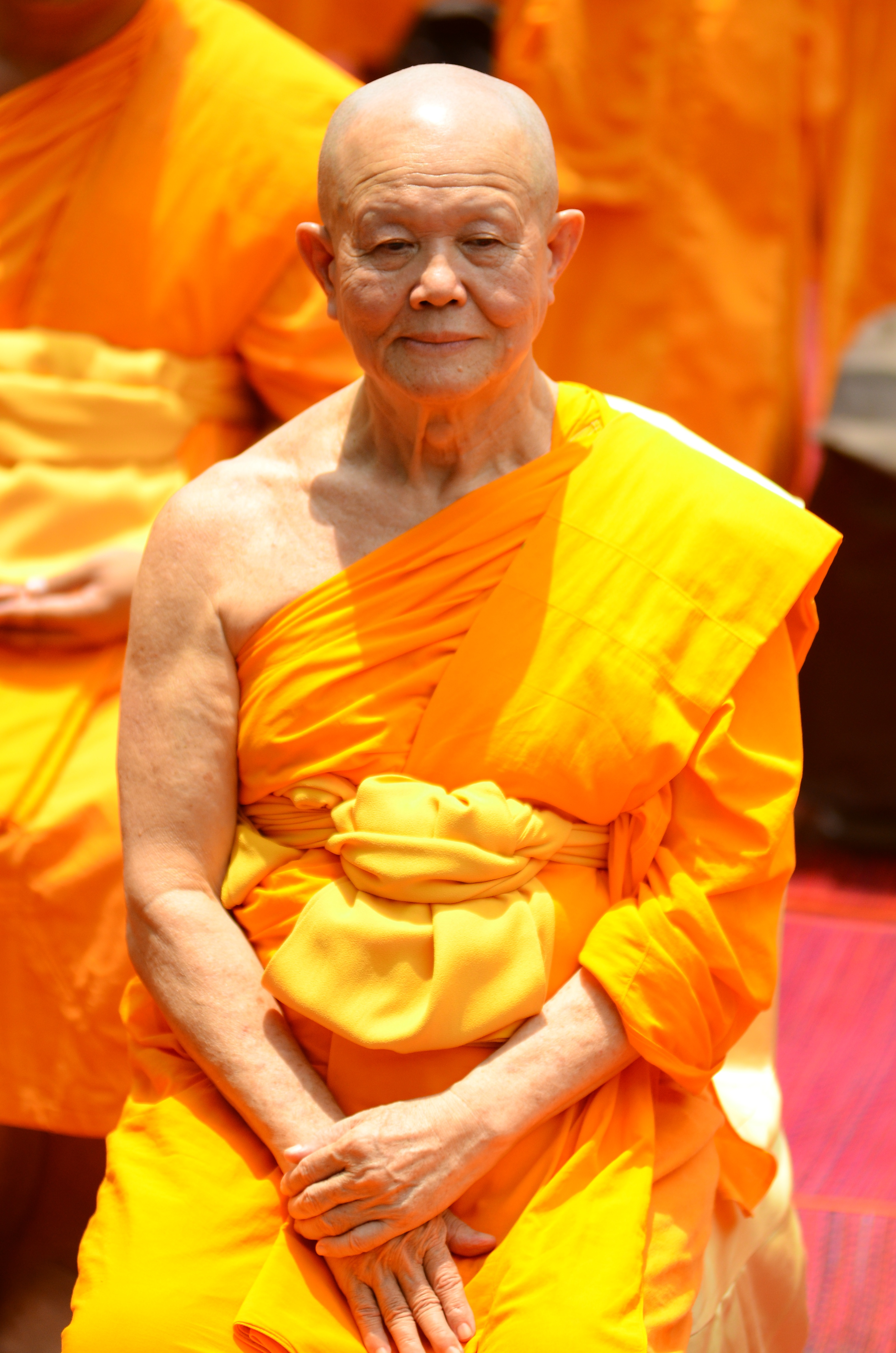
2012年，施命大师

2016年，法胜大师被泰国军政府指控涉及洗黑钱和收受来自一间信用合作社主席的非法所得。法身寺否认此项指控并声明这是具有政治动机的。因法胜大师没到有关局承认此项指控，寺院就被封锁了。当有关当局无法寻获法胜大师，便要求施命大师将法胜大师交出来。然而，寺院发出新闻声明，称不信任有关当局，施命大师亦未露面进行任何协商。过后，施命大师被指控妨碍司法。
法身寺与其住持被指控多项罪名，被广泛描述为具政治动机， 且被认为是泰国军政府在铲除前泰国首相達新·欽那瓦的残余影响力，也被称之为消除泰国的“他信化”影响。
法身寺的封锁行动后结束后，军政府当局将到他处寻找法胜大师。 然而，调查寺院的行动还在进行。封锁行动结束后几天，法身寺被额外增添了多项指控，这次是针对施命大师，指控其涉嫌非法集资购买股票和非法土地， 寺院称之为“假新闻”。 一些泰国的新闻机构。例如，“考宋”，称在指控作出几周后，军政府和DSI都没有拿出任何形式的证据证明，支持施命大师与相关当局进行合作， 于2017年3月，有关施命大师对指控的抗辩，控诉都还在进行中。
尽管面对军政府的指控，施命大师还是继续履行其职务，并领导准备建设美国明尼苏达州和首尔分院的各项法会。

## 赞誉

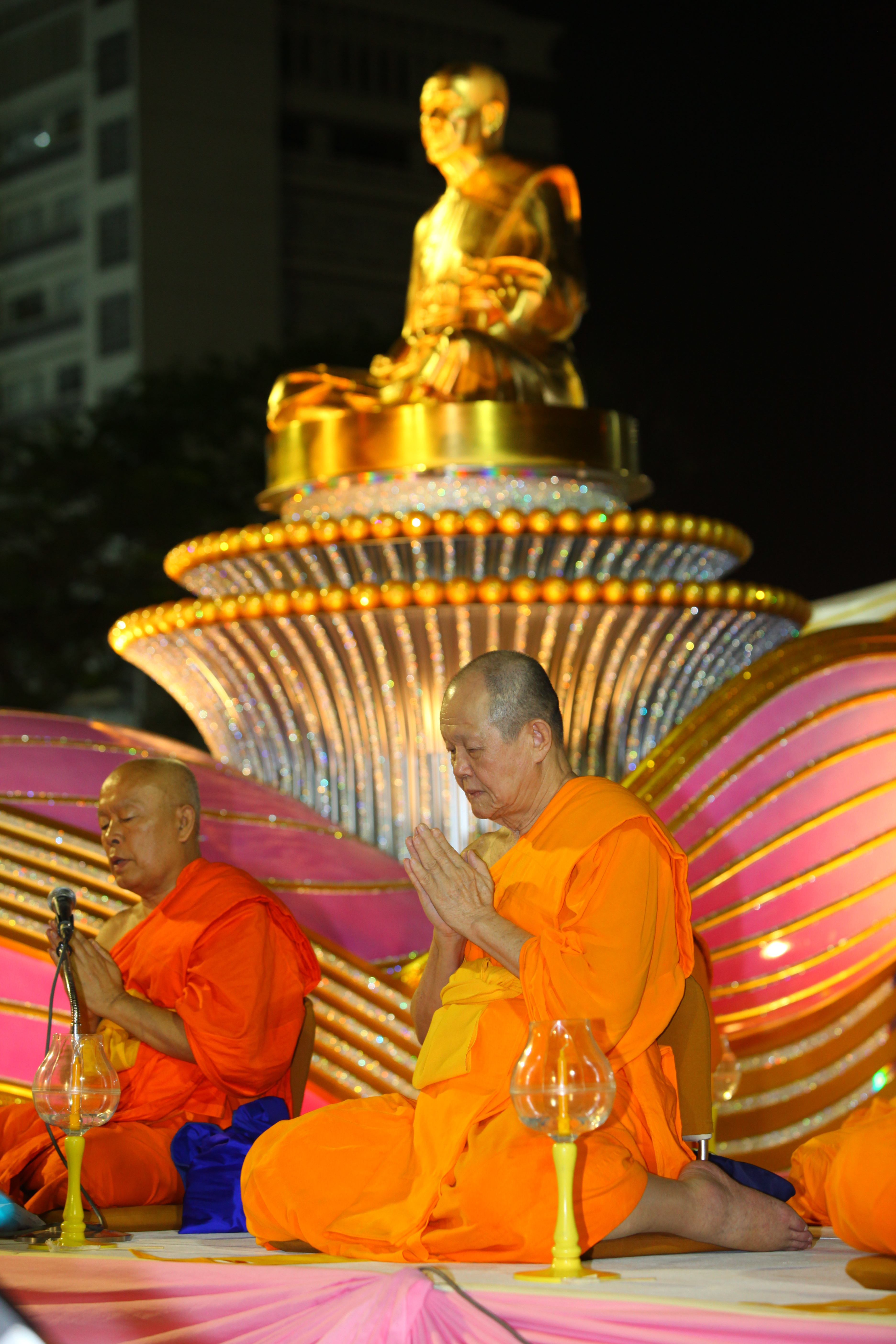
隆婆通迪.素啦帖筹与施命大师一起主持法会

1992年，施命大师在教导佛法方面的贡献被认可，授封“帕杷瓦纳未立雅昆”僧衔。2013年终，受已故泰王拉玛9世  授封为“帕啦杷瓦纳阿湛”。然而，2017年3月因施命大师不承认泰国警方对他的指控，而被泰王拉玛10世废除了此僧衔。 1993年，施命大师接获由泰国诗琳通公主殿下所颁发的塔玛伽 · 瑟玛柱奖（Dhammacakra Sema-Pillar award）。此外，1994年他也获得由玛哈朱拉隆功佛教大学所颁发的荣誉学位。:123–4 于2010年代，法胜大师为了向施命大师致敬而建造了一座佛塔，名为帕玛哈·达达奇沃佛塔。

## 英文刊物
- Buddhist Ways to Overcome Obstacles (1992), translated by Pensri Kiengsiri. Khumson Books: Bangkok, ISBN 978-616-7200-00-2
- Blueprint for a Global Being (Buddhism in Plain English Series 1) (2000). Dhammakaya Foundation: Bangkok ISBN 978-974-87618-2-4
- The Buddha's First Teaching (Buddhism in Plain English Series 3) (2002). Dhammakaya Foundation: Bangkok ISBN 978-974-90587-3-2
- Reforming Society means Reforming Human Nature (Buddhism in Plain English Series 1) (2003). Dhammakaya Foundation: Bangkok ISBN 978-974-90996-1-2
- The Fruits of True Monkhood (Buddhism in Plain English Series 4) (2003). Dhammakaya Foundation: Bangkok ISBN 978-974-90587-1-8
- Vanijja Sutta: Cause of Over-target Benefit (2003). Thinkers and Writers for World Peace: Bangkok ISBN 978-974-90952-1-8
- The Ordination (2004). Thinkers and Writers for World Peace: Bangkok ISBN 978-974-92293-3-0
- Man's Personal Transformation (2005). Dhammakaya Foundation: Bangkok ISBN 978-974-8277-70-7
- How to Raise the Children to be Good People for the Nation (2005) （页面存档备份，存于）, compiled by Phra Treetep Chinungkuro. Thinkers and Writers for World Peace: Bangkok ISBN 974-93607-8-8
- Dhamma Talk by Phrabhavanaviriyakhun (2007). Rung Silp Printing: Bangkok
- Pages to Happiness (2007), compiled by S. Phongsawasdi. Thinkers and Writers for World Peace: Bangkok ISBN 978-974-09-3800-2
- Buddhist Economics (Buddhism in Plain English Series 2) (2010). Dhammakaya Foundation: Patumthani ISBN 978-616-7200-11-8
- Training the Trainers, part 1 （页面存档备份，存于） (2012). Rung Silp Printing: Bangkok